# Saint-André-de-Cruzières
Saint-André-de-Cruzières é uma comuna francesa na região administrativa de Auvérnia-Ródano-Alpes, no departamento de Ardèche. Estende-se por uma área de 19,81 km². Em 2010 a comuna tinha 477 habitantes (densidade: 24,1 hab./km²).